# Dankmar Adler
Dankmar Adler (3 de julio de 1844-16 de abril de 1900) fue un arquitecto e ingeniero civil estadounidense nacido en Alemania. Es conocido por su asociación de quince años con Louis Sullivan en el estudio de arquitectura Adler & Sullivan. Con este diseñò rascacielos influyentes que abordaron audazmente su esqueleto de acero a través de su diseño exterior: el Wainwright Building (1891) en San Luis (Misuri), el Edificio de la Bolsa de Valores de Chicago ( 1894) y el Guaranty Building  (1896) en Búfalo (estado de Nueva York).

## Carrera
Adler sirvió en el Ejército de la Unión durante la Guerra de Secesión con la Batería M de la 1.ª Artillería de Illinois. Realizó trabajos de ingeniería en las campañas de Chattanooga y Atlanta.
Después de la guerra, trabajó como arquitecto en Chicago, trabajando primero con Augustus Bauer y luego con Ozias S. Kinney.  En 1871, Adler formó una sociedad con Edward J. Burling que finalmente creó más de 100 edificios.
Adler finalmente fundó su propia empresa. Contrató a Louis Sullivan como dibujante y diseñador en 1880, y lo convirtió en socio tres años después.
La sociedad de Adler con Sullivan duró poco; Debido a una caída en su práctica arquitectónica provocada por el pánico de 1893, y el deseo de Adler de traer a sus dos hijos a la firma, surgió una ruptura con Sullivan, el resultado de lo cual fue que Adler dejó la sociedad para unirse a una firma de ascensores como ingeniero y vendedor. Después de un corto período, Adler regresó a la arquitectura, en sociedad con sus dos hijos, pero nunca recuperó el protagonismo que tenía con Sullivan.
El Auditorium Building de Adler y Sullivan (1889) es un ejemplo temprano de espléndida ingeniería acústica, al igual que su sinagoga Kehilath Anshe Ma'ariv (actual Iglesia Bautista Peregrina ). Ambos aprovecharon la excelente acústica del anterior Central Music Hall de Adler. Adler era un aclamado experto en acústica, pero no pudo explicar completamente las excelentes propiedades acústicas de sus edificios.
Con su socio Burling y, posteriormente, como socio en Adler y Sullivan, Adler fue fundamental en la reconstrucción de gran parte de la ciudad después del Gran incendio de 1871. Adler es considerado un líder en la escuela de arquitectura de Chicago. Además de sus logros pioneros con edificios con estructura de acero y rascacielos, Dankmar Adler y Louis Sullivan fueron los primeros empleadores y mentores del arquitecto Frank Lloyd Wright, cuyo elogio constante para Adler ("the 'American Engineer' o incluso 'Big Chief'") superó incluso lo que reservó para Sullivan, a quien llamó su "lieber meister".

## Galería

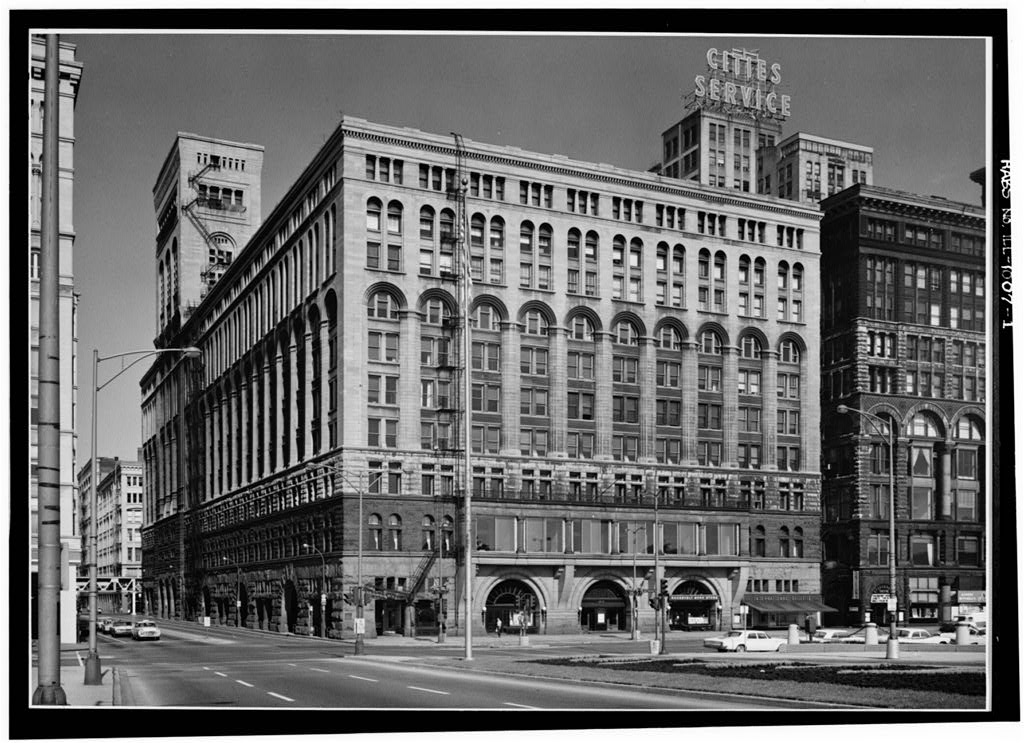
Auditorium Building (1889)
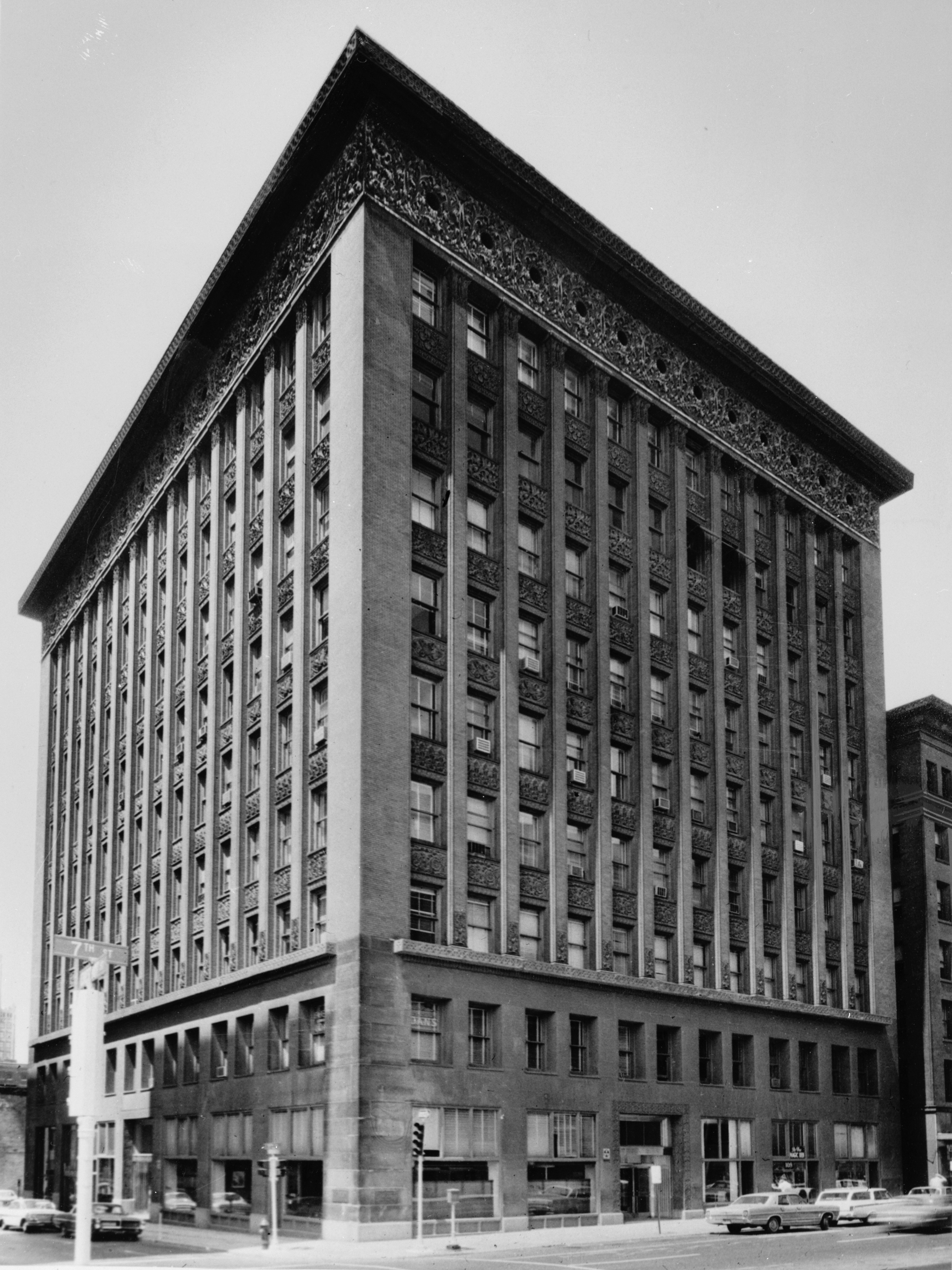
Wainwright Building (1891)
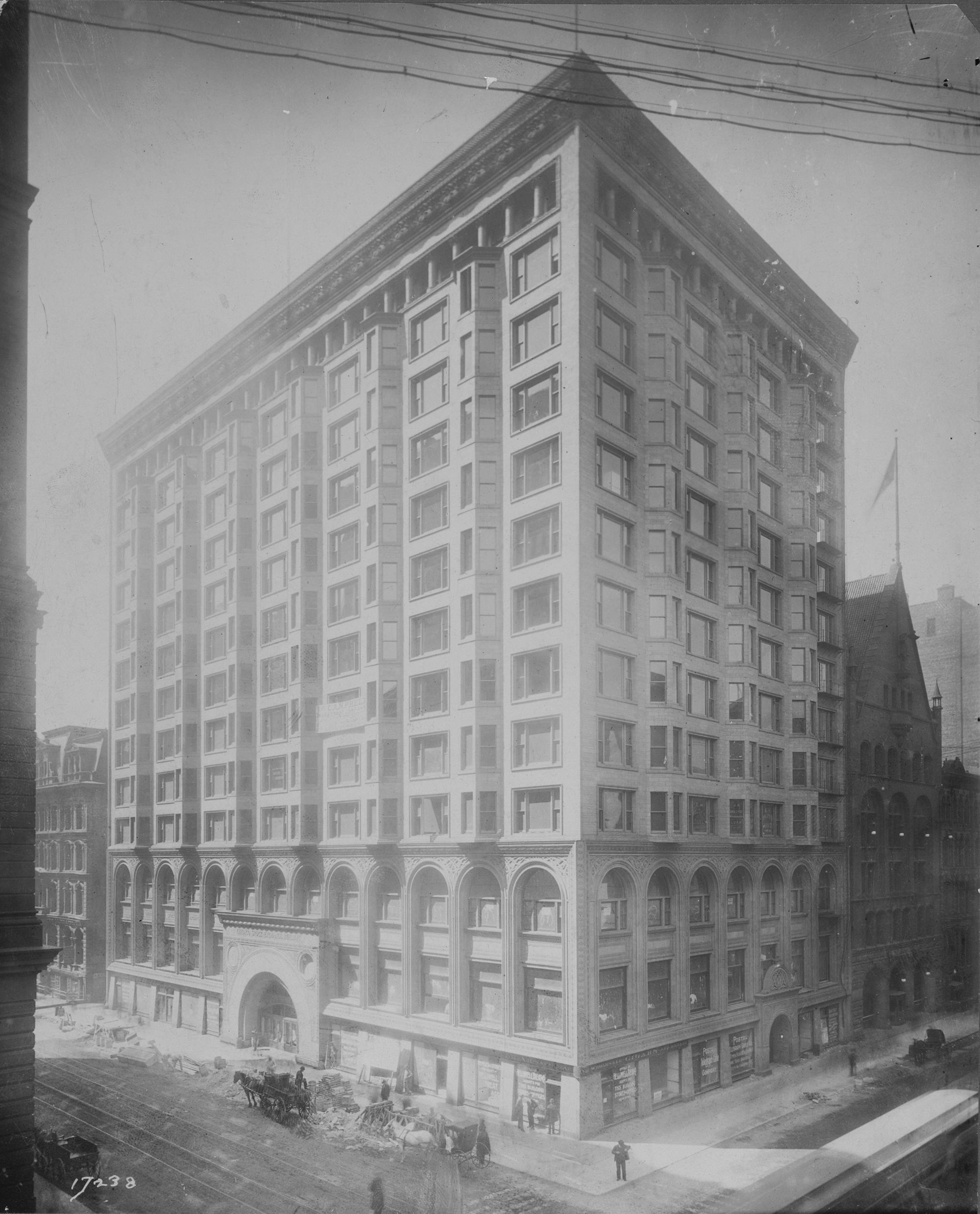
Antigua Bolsa de Chicago (1894)
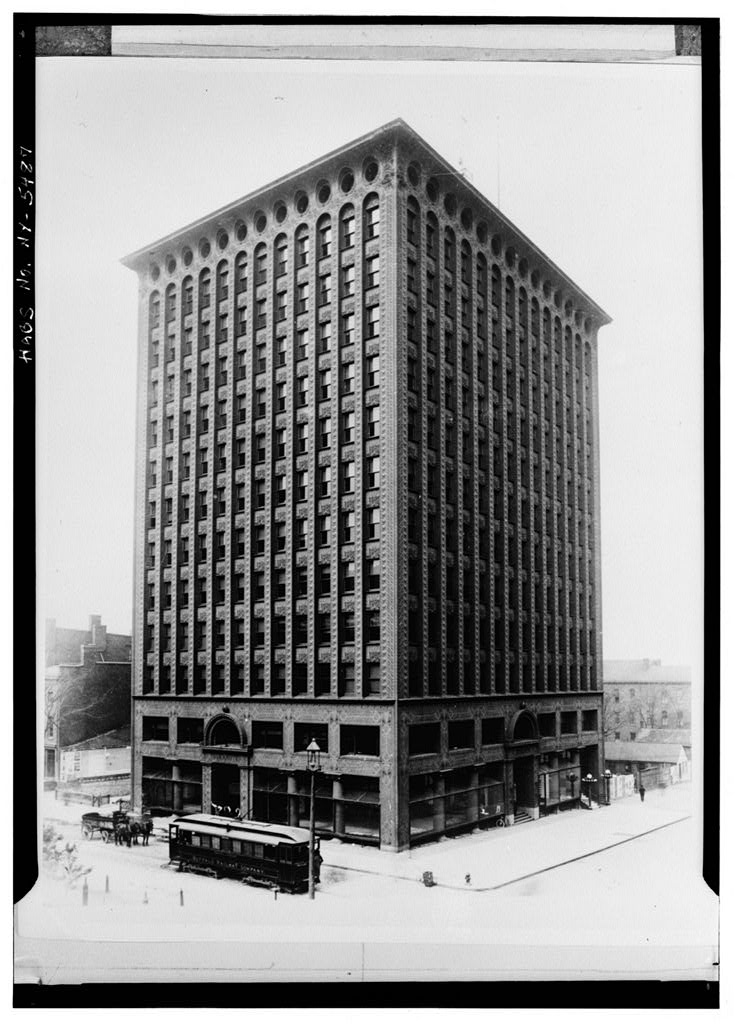
Prudential Building (1896)